# Kamikaze (lớp tàu khu trục 1905)
Khu trục hạm lớp Kamikaze (神風型駆逐艦 Kamikaze-gata kuchikukan) là một lớp 32 tàu khu trục của Hải quân Đế quốc Nhật Bản. Lớp Kamikaze là một trong những lớp khu trục đầu tiên được sản xuất hàng loạt tại Nhật Bản. Lớp này đôi khi được gọi là lớp Asakaze. Lớp tàu khu trục này không nên nhầm lẫn với các tàu khu trục lớp Kamikaze sau này được xây dựng vào năm 1922 và tham gia vào cuộc chiến tranh Thái Bình Dương.

## Hoàn cảnh
Lớp Kamikaze là một phần của Chương trình Mở rộng Khẩn cấp Hải quân Đế quốc Nhật Bản năm 1904 được tạo ra bởi sự bùng nổ của cuộc chiến tranh Nga-Nhật. Tổng cộng 32 tàu trong lớp này được đóng với 25 tàu được đặt hàng vào năm 1904, 4 tàu được đặt vào năm 1905 và 3 tàu được đặt vào năm 1906. Do các xưởng đóng tàu của chính phủ Nhật Bản bị quá tải với số tàu cần đóng, lần đầu tiên các nhà máy đóng tàu dân sự cũng được giao để sản xuất tàu chiến.

## Thiết kê
Về căn bản, thiết kế lớp Kamikaze gần như là lặp lại của lớp Harusame tiền nhiệm. Lớp Kamikaze giữ nguyên thiết kế vỏ tàu và ngoại hình của các lớp trước bao gồm sàn đầu tàu hình mai rùa và dáng hình bốn ống khói. Đặc điểm khác biệt duy nhất của lớp là việc tích hợp kinh nghiệm từ cuộc chiến tranh Nga-Nhật để cho ra thiết kế ống khói mới thấp hơn có trang bị bộ phận bắt tia lửa giúp giảm khả năng bị phát hiện khi hoạt động về đêm.
Lớp Kamikaze sử dụng bản sao nồi hơi ống nước đốt than của hãng Yarrow sản xuất tại Nhật để chạy động cơ hơi nước giãn nở ba khoang. Nhưng một số vấn đề liên quan tới quy trình thiết kế và sản xuất các nồi hơi Yarrow giảm hiệu năng của chúng từ 7.000 mã lực càng (5.200 kW) xuống còn 6.000 mã lực càng (4.500 kW). Đây là một vấn đề mà nó thừa hưởng từ lớp Harusame nhưng đã giải quyết được một phần khi hoàn thành ba tàu cuối (Uranami, Isonami, Ayanami). Nồi hơi của ba tàu này còn được cải biến để có thể sử dụng kết hợp dầu nhiên liệu nặng cùng với than đá.
Trang bị vũ khí của lớp Kamikaze về cơ bản vẫn giống với các lớp trước. Chúng mang theo hai pháo QF 12 pounder với mỗi khẩu đặt trên bệ riêng ở đầu và đuôi tàu. Ngoài ra, lớp còn mang theo 4 khẩu 12 pounder nòng ngắn với hai khẩu đặt ở hai bên đài chỉ huy, hai cái đặt ở trọng tâm giữa ống khói. Cuối cùng là hai ống phóng ngư lôi đơn mang theo ngư lôi 18 inch (457 mm).

## Lịch sử hoạt động
Chỉ có hai tàu lớp Kamikaze được hoàn thành kịp thời để tham gia chiến đấu trong cuộc Chiến tranh Nga-Nhật.
Được coi là quá nhỏ, không phù hợp với các vùng biển lớn, và đã lỗi thời vào thời điểm hoàn thành, các tàu khu trục lớp Kamikaze nhanh chóng bị loại khỏi chiến tuyến sau khi chiến tranh kết thúc, và bị xuống hạng thành tàu khu trục hạng ba vào ngày 28 Tháng 8 năm 1912. Asatsuyu bị đắm khỏi Vịnh Nanao vào ngày 9 tháng 11 năm 1913.
Tuy nhiên, bất chấp việc phân loại lại, tất cả các tàu còn lại đều phục vụ trong Chiến tranh thế giới thứ nhất. Shirotae đã bị đánh chìm vào ngày 3 tháng 9 năm 1914 ngoài Tsingtao(36°00′B 110°30′Đ / 36°B 110,5°Đ), trong khi chiến đấu chống lại tàu pháo Đức SMS Jaguar. Đây là tổn thất về tàu chiến đáng kể đầu tiên của Nhật Bản trong Thế chiến thứ nhất.
Các tàu còn lại còn sót lại đã được chuyển thể thành tàu quét mìn vào ngày 1 tháng 12 năm 1924, tuy nhiên, hầu hết đã được gỡ bỏ và/hoặc bị loại bỏ ngay sau đó.

## Danh sách tàu
| Hán tự | Tên        | Nhà máy sản xuất               | Đặt lườn   | Hạ thủy    | Hoàn thành | Số phận                                                                                       |
| ------ | ---------- | ------------------------------ | ---------- | ---------- | ---------- | --------------------------------------------------------------------------------------------- |
| 神風   | Kamikaze   | Quân xưởng Hải quân Yokosuka   | 1904-08-20 | 1905-07-15 | 1905-08-16 | Tàu quét mìn 1924-12-01 Tháo dỡ 1928-04-01                                                    |
| 初霜   | Hatsushimo | Quân xưởng Hải quân Yokosuka   | 1904-08-20 | 1905-05-13 | 1905-08-18 | Tàu quét mìn 1924-12-01 Tháo dỡ 1928-04-01                                                    |
| 弥生   | Yayoi      | Quân xưởng Hải quân Yokosuka   | 1904-08-20 | 1905-08-07 | 1905-09-23 | Cho nghỉ 1924-12-01 tự đánh chìm 1926-08-10                                                   |
| 如月   | Kisaragi   | Quân xưởng Hải quân Yokosuka   | 1904-09-10 | 1905-09-06 | 1905-10-19 | Tàu quét mìn 1924-12-01 Tháo dỡ 1928-04-01                                                    |
| 朝風   | Asakaze    | Xưởng tàu Mitsubishi, Nagasaki | 1904-12-30 | 1905-10-28 | 1906-04-01 | Tàu quét mìn 1924-12-01 loại khỏi danh sách 1928-04-01, tự đánh chìm 1929-08-01               |
| 白露   | Shiratsuyu | Xưởng tàu Mitsubishi, Nagasaki | 1905-02-25 | 1906-02-12 | 1906-08-23 | Dự bị 1924-12-01 Tháo dỡ 1928-04-01                                                           |
| 白雪   | Shirayuki  | Xưởng tàu Mitsubishi, Nagasaki | 1905-03-24 | 1906-05-19 | 1906-10-12 | Dự bị 1924-12-01 Tháo dỡ 1928-04-01                                                           |
| 松風   | Matsukaze  | Xưởng tàu Mitsubishi, Nagasaki | 1905-09-25 | 1906-12-23 | 1907-03-15 | Dự bị 1924-12-01 Tháo dỡ 1928-04-01                                                           |
| 春風   | Harukaze   | Xưởng tàu Kawasaki, Kobe       | 1905-02-16 | 1905-12-25 | 1906-05-14 | Dự bị 1924-12-01 Tháo dỡ 1928-04-01                                                           |
| 時雨   | Shigure    | Xưởng tàu Kawasaki, Kobe       | 1905-06-03 | 1906-03-12 | 1906-07-11 | Tháo dỡ 1924-12-01                                                                            |
| 朝露   | Asatsuyu   | Xưởng thép Osaka, Osaka        | 1905-04-28 | 1906-04-02 | 1906-11-16 | đắm tại vịnh Nanao 1913-11-09 loại khỏi danh sách 1914-04-15                                  |
| 疾風   | Hayate     | Xưởng thép Osaka, Osaka        | 1905-09-25 | 1906-05-22 | 1907-06-13 | Tháo dỡ 1924-12-01                                                                            |
| 追手   | Oite       | Quân xưởng Hải quân Maizuru    | 1905-08-01 | 1906-01-10 | 1906-08-21 | Tháo dỡ 1924-12-01                                                                            |
| 夕凪   | Yūnagi     | Quân xưởng Hải quân Maizuru    | 1906-01-20 | 1906-08-22 | 1906-12-25 | Tháo dỡ 1924-12-01                                                                            |
| 夕暮   | Yūgure     | Quân xưởng Hải quân Sasebo     | 1905-03-01 | 1905-11-17 | 1906-05-26 | Tàu quét mìn 1924-12-01 loại khỏi danh sách 1928-04-01, tự đánh chìm 1930-01-23               |
| 夕立   | Yūdachi    | Quân xưởng Hải quân Sasebo     | 1905-03-20 | 1906-03-26 | 1906-07-16 | Tàu quét mìn 1924-12-01 Tháo dỡ 1928-04-01                                                    |
| 三日月 | Mikazuki   | Quân xưởng Hải quân Sasebo     | 1905-06-01 | 1906-05-26 | 1906-09-12 | Tàu quét mìn 1924-12-01 loại khỏi danh sách 1928-04-01, tự đánh chìm 1930-07-21               |
| 野分   | Nowaki     | Quân xưởng Hải quân Sasebo     | 1905-08-01 | 1906-07-25 | 1906-11-01 | Tháo dỡ 1924-12-01                                                                            |
| 潮     | Ushio      | Quân xưởng Hải quân Kure       | 1905-04-12 | 1905-08-30 | 1905-10-01 | Tàu quét mìn 1924-12-01 Tháo dỡ 1928-04-01                                                    |
| 子日   | Nenohi     | Quân xưởng Hải quân Kure       | 1905-06-25 | 1905-08-30 | 1905-10-01 | Tàu quét mìn 1924-12-01 Tháo dỡ 1928-04-01                                                    |
| 響     | Hibiki     | Quân xưởng Hải quân Yokosuka   | 1905-09-28 | 1906-03-31 | 1906-09-06 | Tàu quét mìn 1924-12-01 Tháo dỡ 1928-04-01                                                    |
| 白妙   | Shirotae   | Quân xưởng Hải quân Yokosuka   | 1905-03-24 | 1906-07-30 | 1907-01-21 | bị chìm trong chiến đấu gân bán đảo Shantung 1914-09-04 loại khỏi danh sách 1914-10-29        |
| 初春   | Hatsuharu  | Xưởng tàu Kawasaki, Kobe       | 1905-11-11 | 1906-05-21 | 1907-03-01 | Cho nghỉ 1924-12-01 tự đánh chìm 1928-04-01                                                   |
| 若葉   | Wakaba     | Quân xưởng Hải quân Yokosuka   | 1905-05-20 | 1906-11-25 | 1906-02-28 | Tàu quét mìn 1924-12-01 Tháo dỡ 1928-04-01                                                    |
| 初雪   | Hatsuyuki  | Quân xưởng Hải quân Yokosuka   | 1905-09-11 | 1906-03-08 | 1906-05-17 | Tàu quét mìn 1924-12-01 Tháo dỡ 1928-04-01                                                    |
| 卯月   | Uzuki      | Xưởng tàu Kawasaki, Kobe       | 1906-03-22 | 1906-09-20 | 1907-03-06 | Tháo dỡ 1924-12-01                                                                            |
| 水無月 | Minatsuki  | Xưởng tàu Mitsubishi, Nagasaki | 1906-02-25 | 1906-11-05 | 1907-02-14 | Tàu quét mìn 1924-12-01, Đổi tên W-10 1928-08-01 cho nghỉ 1930-06-01, tự đánh chìm 1931-05-28 |
| 長月   | Nagatsuki  | Công ty đóng tàu Uraga         | 1905-10-28 | 1906-12-15 | 1907-07-31 | Tàu quét mìn 1924-12-01, Đổi tên W-11 1928-08-01 cho nghỉ 1930-06-01                          |
| 菊月   | Kikutsuki  | Công ty đóng tàu Uraga         | 1906-03-02 | 1907-04-10 | 1907-09-20 | Tàu quét mìn 1924-12-01, Đổi tên W-12 1928-08-01 cho nghỉ 1930-06-01                          |
| 浦波   | Uranami    | Quân xưởng Hải quân Maizuru    | 1907-05-01 | 1907-12-08 | 1908-10-02 | Tàu quét mìn 1924-12-01, Đổi tên W-8 1928-08-01 làm tàu phụ trợ 1930-06-01                    |
| 磯波   | Isonami    | Quân xưởng Hải quân Maizuru    | 1908-01-15 | 1908-11-21 | 1909-04-02 | Tàu quét mìn 1924-12-01, Đổi tên W-7 1928-08-01 làm tàu phụ trợ 1930-06-01                    |
| 綾波   | Ayanami    | Quân xưởng Hải quân Maizuru    | 1908-05-15 | 1909-03-20 | 1909-06-26 | Tàu quét mìn 1924-12-01, Đổi tên W-9 1928-08-01 làm tàu phụ trợ 1930-06-01                    |

### Sách
- Evans, David (1979). Kaigun: Strategy, Tactics, and Technology in the Imperial Japanese Navy, 1887–1941. US Naval Institute Press. ISBN 0-87021-192-7.|tựa đề= trống hay bị thiếu (trợ giúp)
- Howarth, Stephen (1983). The Fighting Ships of the Rising Sun: The Drama of the Imperial Japanese Navy, 1895–1945. Atheneum. ISBN 0-689-11402-8.|tựa đề= trống hay bị thiếu (trợ giúp)
- Lyon, David (2006). The First Destroyers. Mercury Books. ISBN 1-84560-010-X.|tựa đề= trống hay bị thiếu (trợ giúp)
- Jentsura, Hansgeorg (1976). Warships of the Imperial Japanese Navy, 1869–1945. US Naval Institute Press. ISBN 0-87021-893-X.|tựa đề= trống hay bị thiếu (trợ giúp)